# Revolta Álida de 762–763
A Revolta Álida de 762-763 ou Revolta de Maomé, a Alma Pura foi uma revolta do ramo haçânida dos álidas contra o Califado Abássida recém-estabelecido. Os haçânidas, liderados pelos irmãos Maomé (chamados de "a alma pura") e Ibraim, rejeitaram a legitimidade da reivindicação de poder da família abássida. Reagindo à crescente perseguição pelo regime, em 762 lançaram uma rebelião, com Maomé se rebelando em Medina em setembro e Ibraim seguindo em Baçorá em novembro. A falta de coordenação e organização, bem como o apoio morno de seus seguidores, permitiram que os abássidas sob o califa Almançor reagissem rapidamente. O califa conteve a rebelião de Maomé no Hejaz e esmagou-a apenas duas semanas após a revolta de Ibraim, antes de voltar suas forças contra o último. A rebelião de Ibraim alcançou alguns sucessos iniciais no Iraque Árabe, mas seu campo foi dividido pela dissidência entre grupos xiitas rivais acerca do prosseguimento da guerra e objetivos políticos futuros. No final, o exército de Ibraim foi derrotado de forma decisiva em Bacâmera em janeiro de 763, com Ibraim morrendo de seus ferimentos pouco depois. O fracasso da rebelião não marcou o fim da agitação álida, mas consolidou o poder abássida.

## Antecedentes
Após a morte de Maomé em 632, um forte corpo de opinião dentro da comunidade muçulmana nascente - os antecessores dos xiitas - considerou a família de Maomé (Almuamade) como os únicos líderes legítimos, que teriam a orientação divina necessária governar de acordo com o Alcorão e fazer justiça. Esses sentimentos foram alimentados pelo crescente descontentamento contra a dinastia omíada, que governou o califado de 661 a 750. Inicialmente, foram expressos por uma sucessão de levantes fracassados - mais notavelmente a Batalha de Carbala em 680 e a revolta de Zaíde ibne Ali em 740 - em apoio a vários pretendentes álidas, ou seja, os descendentes de Ali, primo e genro de Maomé e quarto califa (r. 656–661), cuja morte marcou a ascensão da família omíada ao poder. Iraque e Cufa, em particular, tornaram-se centros de apoio pró-álida. Foram os abássidas, entretanto, e seus apoiadores, os haximitas, que lançaram a revolução que derrubou o regime omíada. Os abássidas reivindicaram autoridade com base em sua adesão ao Almuamade, por meio do tio de Maomé, Abas ibne Abedal Mutalibe; ao contrário da doutrina xiita posterior, o pertencimento à família não se limitava estritamente aos álidas naquela época, mas abrangia todos os haxemitas. Os abássidas foram capazes de explorar o enfraquecimento da causa álida após o fracasso de Zaíde em 740, bem como o sentimento antiomíada generalizado e a falta de agitação pró-álidas entre os numerosos colonos árabes do Coração, para obter seu apoio e assegurar a liderança do movimento antiomíada por si próprios. No entanto, nos primeiros estágios de seu levante, tiveram o cuidado de não hostilizar os apoiadores dos álidas e apenas pediram que um "escolhido da família de Maomé" (al-rida min Al Muhammad) se tornasse o novo líder muçulmano.
Após a tomada do califado, os abássidas tentaram garantir a aquiescência dos álidas por meio de honras e pensões. No entanto, alguns permaneceram contra o governo, escondendo-se e mais uma vez tentando despertar os descontentes contra o novo regime. Os principais entre eles eram Maomé ibne Abedalá e seu irmão Ibraim. Ambos foram preparados pelo pai como líderes desde a juventude, e algumas fontes afirmam que receberam o baia (juramento de lealdade) dos líderes haxemitas, incluindo o futuro califa Almançor (r. 754–775), em 744, antes da Revolução Abássida. Maomé era frequentemente chamado de "a Alma Pura" (Nafes Zacaria), mas também era "um indivíduo algo não mundano, até mesmo romântico" (Hugh N. Kennedy) e aparentemente menos capaz ou instruído do que seu irmão mais novo Ibraim. Quando os abássidas assumiram o poder, os dois irmãos se recusaram a aceitar o que consideravam uma usurpação de seus direitos legítimos e se esconderam. De lá, continuaram seu trabalho de proselitismo, que supostamente os levou até o Sinde, embora a maioria deles tenha ficado na Arábia. O primeiro califa abássida, Açafá (r. 750–754), contentou-se em ignorar principalmente suas atividades, mas seu sucessor Almançor lançou uma caça contra eles. Em 758, prendeu seu irmão Abedalá quando se recusou a revelar seu paradeiro, seguido no início de 762 por seus primos e sobrinhos. Os álidas cativos foram levados para Cufa, onde foram maltratados e muitos morreram.

## Revolta de Maomé em Medina
À medida que a perseguição de Almançor se intensificava, a pressão começou a aumentar para que os irmãos reagissem. Cufa, a base tradicional álida, foi mantida sob estreita vigilância pelo governo abássida, e os irmãos resolveram lançar uma rebelião simultânea em Baçorá e Medina. Embora os álidas pudessem contar com uma grande rede de simpatizantes em todo o califado, a ação foi apressada e faltou organização. Em 25 de setembro de 762, Maomé declarou-se em Medina, pegando de surpresa o governador abássida Ria ibne Otomão. A rebelião foi incruenta e Maomé rapidamente ganhou o apoio das velhas famílias muçulmanas de Medina e Meca (os Ansares), mas o movimento estava condenado desde o início: apesar do grande valor simbólico de Medina, tinha pouca importância estratégica, e o erro de usá-la como centro duma rebelião tornou-se evidente quando os abássidas cortaram imediatamente o suprimento de grãos do Egito que alimentava a cidade. O próprio Almançor ficou aliviado com a notícia do levante em um local tão remoto, observando que, finalmente, havia "atraído a raposa para fora de sua toca".
Almançor deixou Baguedade, cuja construção estava supervisionando, para Cufa. De lá, pediu a Maomé que se rendesse, prometendo uma anistia. O único fruto dessa oferta foi uma troca de cartas, que são preservadas (embora sem dúvida muito embelezadas) por Tabari. Nelas, Maomé reiterou sua reivindicação de liderar os muçulmanos e enfatizou sua descendência de Ali e Fátima, filha de Maomé, bem como seus ideais xiitas típicos de rejeitar as tradições monárquicas absolutistas dos omíadas - agora adotadas pelos abássidas - em favor de retornar às práticas mais simples do Islã primitivo. Almançor rebateu invocando a tradição pré-islâmica de herança, que dava prioridade aos parentes masculinos de um homem sobre suas filhas - sugerindo que o califado havia passado para a linha abássida por direito.
Issa ibne Muça, sobrinho do califa, foi enviado contra Medina com 4 000 homens, mas Maomé se recusou a abandonar a cidade sagrada e insistiu em enfrentar o ataque abássida ali. Nesse ínterim, imitou as ações do profeta ao restaurar a famosa trincheira ao redor da cidade. Mesmo assim, os apoiadores de Maomé começaram a abandoná-lo. Quando Issa apareceu diante da cidade, esperou alguns dias diante da trincheira e repetidamente ofereceu anistia. Então, suas tropas colocaram algumas portas sobre ela e entraram em Medina, onde Maomé e seus 300 apoiadores restantes caíram lutando em 6 de dezembro de 762. O cadáver de Maomé foi decapitado e sua cabeça enviada para o califa.

## Revolta de Ibraim em Baçorá
Devido às ações precipitadas de Maomé, Ibraim falhou em coordenar sua revolta com a de seu irmão, e apenas se declarou duas semanas antes da morte de Maomé, em 23 de novembro. A revolta de Ibraim teve um sucesso rápido, garantindo o controle sobre Avaz, Pérsis e Uacite, e seu registro do exército (divã) contabilizou 100 000 nomes. Quando a notícia da morte de Maomé chegou, os rebeldes aclamaram Ibraim como seu sucessor. Agora estava diante de uma escolha: um grupo de apoiadores álidas dedicados, que conseguiram escapar de Cufa, instou-o a marchar sobre a cidade, enquanto os baçoranos preferiram ficar no local e chegar a um acordo negociado. Essa divergência é indicativa da natureza díspar dos partidários. A causa álida foi dividida em vários grupos concorrentes com diferentes objetivos políticos, e Ibraim representou apenas o ramo haçânida. Os huceinidas se recusaram a participar de uma revolta, enquanto Ibraim discutia com o ramo zaidita sobre tudo, desde objetivos políticos e liderança até as táticas a serem seguidas ou o provisionamento de suas tropas. Em outros lugares, o apoio ao levante foi cauteloso e a maioria dos apoiadores álidas adotou uma atitude de esperar para ver, limitando-se ao apoio verbal ou contribuições em dinheiro.
Nesse ínterim, Almançor usou seu tempo de forma mais eficaz: mobilizou tropas na Síria e no Irã e as trouxe para o Iraque, e chamou Issa ibne Muça de Medina para liderá-las. Finalmente, Ibraim decidiu marchar sobre Cufa, mas no caminho abandonou o plano e voltou atrás. Em vez de retornar a Baçorá, no entanto, acampou em Bacanra, um local na estrada entre as duas cidades. Lá, em 21 de janeiro, com suas tropas, reduzidas por deserções a cerca de 15 000 homens, enfrentou o exército abássida comandado por Issa ibne Muça. A vanguarda de Issa foi derrotada a princípio, mas a batalha terminou com uma vitória abássida esmagadora. O próprio Ibraim foi gravemente ferido e escapou com um punhado de apoiadores. Morreu devido aos ferimentos em 14 de fevereiro de 763, sinalizando o fim da rebelião.

## Rescaldo
O fracasso e a repressão brutal da revolta de Maomé e Ibraim foram seguidos por uma campanha de represália em grande escala contra os álidas, muitos dos quais foram presos ou mortos, até que a morte de Almançor trouxe outro período de tentativas de conciliação sob Almadi (r. 775–785), que terminou após outro levante álida em 786. A relação dos abássidas com os álidas permaneceu conturbada: períodos de repressão, geralmente após revoltas pró-álidas, foram alternados com períodos de relativa tolerância. Embora Almamune (r. 813–833) em certo ponto nomeou um álida, Ali ibne Muça Arrida, como seu herdeiro durante a Quarta Fitna, este movimento não foi seguido, e sob seus sucessores, o duas famílias se separaram completamente. Dos filhos e irmãos de Maomé, muitos fugiram da perseguição abássida para os cantos mais remotos do califado, onde às vezes conseguiam estabelecer dinastias locais, por ex. os idríssidas do Magrebe Ocidental (Marrocos), fundados pelo irmão de Maomé, Idris, ou os alavidas no Tabaristão.